# 鈴木春二
鈴木 春二（すずき はるじ、1947年 - ）は、日本の経済学者。千葉商科大学人間社会学部名誉教授。現代資本主義論を課題とする。
北海道札幌南高等学校から早稲田大学教育学部に入学。1983年、法政大学大学院修了。山田盛太郎の直系の弟子である南克己に師事。恐慌論研究。後、千葉商科大学商経学部専任講師、助教授、教授を経て、2014年より千葉商科大学人間社会学部教授。2010年から2014年まで千葉商科大学商経学部長、2014年から2015年まで千葉商科大学教育革新センター長、2014年から千葉商科大学教育改革センター長、2015年から千葉商科大学副学長、2016年から千葉商科大学基礎教育センター長。
2016年10月1日から2017年3月1日まで千葉商科大学学長代行。2018年名誉教授。

## 著作
- 「20世紀社会主義の諸問題」（1997年）
- 「再生産論の学説史的研究」（1997年）
- 「日本産業の構造転換と企業」(2005年）「造船重機産業の現局面」の章を執筆